# 中华人民共和国移动通讯产业
| 排名 | 厂商     | 所在地         | ROM         | 市场份额 | 备注             |
| ---- | -------- | -------------- | ----------- | -------- | ---------------- |
| 1    | 三星     |                | TouchWiz    | 20.5%    |                  |
| 2    | 苹果     | 美国           | ios         | 13.9%    |                  |
| 3    | 华为     | 中华人民共和国 | EMUI        | 9.9%     |                  |
| 4    | OPPO     | 中华人民共和国 | ColorOS     | 7.8%     |                  |
| 5    | Vivo     | 中华人民共和国 | Funtouch OS | 6.5%     |                  |
| 6    | 小米     | 中华人民共和国 | MIUI        | 6.2%     |                  |
| 7    | LG       |                |             | 3.6%     |                  |
| 8    | 聯想     | 中华人民共和国 |             | 3.2%     | 包括摩托羅拉移動 |
| 9    | 中兴     | 中华人民共和国 | Mifavor UI  | 2.9%     | 包括努比亚       |
| 10   | 阿尔卡特 | 法國           |             | 1.3%     |                  |

中華人民共和國移动通讯产业是目前世界上发展最快的行业之一。中国移动、中国联通和中国电信是中华人民共和国三大移动电话网络服务提供商。

## 发展过程
1988年，中華人民共和國GSM網絡建成 。
联想移动成立于2002年。2005年10月，联想手机市场份额升至中華人民共和國手机整体市场第四、国产手机厂商第一。2007年3月，推出首款中文版Windows Mobile 6电脑手机ET600。2014年1月30日，联想集团以29亿美元收购摩托罗拉移动。2015年8月27日，联想移动业务并入摩托罗拉。
华为技术有限公司于2003年7月成立手机业务部。2009年2月，华为展示了首款Android智能手机。2013年三季度华为手机出货量1270万部，以4.8%的市场份额跻身全球第三。
小米科技于2010年4月6日成立。2011年，發佈第一款「小米手機」。2015年，小米成為中華人民共和國前三大智能手機廠商之一和全球最大智能手機廠商之一。
2008年中华人民共和国电信业重组将6家电信业国有企业合併为3家，并为其发放三种制式的3G牌照。

## 专利纠纷
- 2016年5月华为在美国起诉三星，称其侵犯了它的11项手机专利权[10]。
- 2016年深圳市佰利营销服务有限公司状告苹果公司的〝iPhone 6〞和〝iPhone 6 Plus〞的外观设计侵犯了佰利公司的100C手机。5月10日，北京市知识产权局认定苹果公司的两款手机侵权，并责令其停止销售[11][12]。
- 2016年6月高通向北京知识产权法院起诉魅族[13]。

## 参見
- 中华人民共和国电信设备进网许可制度：在中国大陆市场销售的手机须取得《进网许可证》方可销售
- 中华人民共和国通信
- 中華人民共和國資訊科技產業
- 中国大陆移动终端通信号码